# Yvonne Sylvain
Yvonne Sylvain, née en 1907 et décédée en 1989, est la première femme médecin en Haïti. 

## Biographie
Yvonne Sylvain est également la première femme à être acceptée à l'école de médecine de l'université d'État d'Haïti où elle est diplômée en 1940. Elle  travaille comme spécialiste en obstétrique et en gynécologie à l'hôpital général de Port-au-Prince. Elle est aussi une activiste féministe, étant impliquée notamment au sein de la Ligue féminine d'action sociale. Elle  publie plusieurs articles portant sur les questions de santé publique dans le journal de la ligue, La Voix des Femmes.
Fille de l'écrivain et diplomate Georges Sylvain, elle a deux sœurs, elles aussi pionnières dans leur domaine : Madeleine Sylvain-Bouchereau est la cofondatrice de la première organisation féministe en Haïti et Suzanne Comhaire-Sylvain la première femme anthropologue du pays.

## Annexe